# Mr. Wint & Mr. Kidd (James Bond)
Mr. Albert Wint & Mr. Charles Kidd sono due personaggi immaginari nel romanzo di James Bond, Una cascata di diamanti (1956) e nell'omonimo film del 1971.
Nel romanzo Wint e Kidd sono membri dell'organizzazione con a capo i fratelli Serrafimo e Jack Spang, antagonisti del protagonista James Bond. Nel film sono i principali scagnozzi del cattivo Ernst Stavro Blofeld, il capo supremo della SPECTRE. Nel film sono stati interpretati da Bruce Glover (nel ruolo di Mr. Wint) e da Putter Smith (nel ruolo di Mr. Kidd).

## Biografia

### Romanzo
Come assassini e esecutori al soldo dei fratelli Serrafimo e Jack Spang, la missione di Mr. Wint e Mr. Kidd è di assicurarsi che il contrabbando di diamanti proceda senza alcun intoppo. Se qualcosa va storto, Mr. Wint e Mr. Kidd sono inviati a "convincere" i colpevoli a non fare più errori. Prendono piacere sadico nell'uccidere; ciò è evidente in una scena in cui versano fango bollente sul viso di un fantino che credono ha impedito ad un cavallo di proprietà degli Spang di vincere una gara.
In una città fantasma fuori Las Vegas, il gangster Serrafimo Spang ordina a Mr. Wint e Mr. Kidd di torturare 007. Dopo che rapiscono Tiffany Case sulla Queen Elisabeth Bond arriva in suo soccorso salendo lungo il fianco della nave. 007 e i due sicari hanno una lotta, e Bond spara a entrambi, uccidendoli.

### Film
Mr. Wint e il suo partner Mr. Kidd sono assassini americani che lavorano per Ernst Stavro Blofeld. È fortemente implicito nel film che i due sono amanti.
La coppia prende con sadico piacere il proprio lavoro, un chiaro esempio la scena in cui fotografano divertiti il corpo di una vecchia maestra che hanno annegata nei canali di Amsterdam, Mr. Kidd "La signora voleva delle foto per i ragazzi.", e Mr. Wint risponde "Così gentile, Mr. Kidd, i ragazzi ne saranno entusiasti.".
Questo è tipico di un senso apertamente morboso dell'umorismo che condividono, completando le frasi a vicenda come un gioco e dilettandosi in giochi di parole e divertenti blanckly. Così è anche il tentativo di bruciare vivo James Bond in un crematorio, Mr. Wint: "Molto commovente." e Mr. Kidd: "Tocca il cuore, Mr. Wint" a cui Mr. Wint conclude "Un caloroso tributo, Mr. Kidd". Essi si divertono anche con l'applicazione contorta di proverbi, ad esempio, 
dopo l'esplosione di un elicottero, Mr. Kidd: "Se Dio avesse voluto che l'uomo volasse..." a cui Mr. Wint conclude "... Gli avrebbe dato le ali, Mr. Kidd", oppure Mr. Wint: "Se al primo tentativo fallisci..." seguito dalla risposta di Mr. Kidd "... Tenta di nuovo, Mr. Wint", dopo il secondo tentativo di uccisione.
I due utilizzano numerosi e creativi metodi di uccisione, quali:
- Posizionamento di uno scorpione nella camicia di un dentista sudafricano.
- Utilizzando una bomba ad orologeria per far saltare l'elicottero che doveva ritirare la merce del dentista.
- Annegamento di Mrs. Whistler nel fiume Amstell.
- Chiudendo Bond in una bara e mandandola in un forno crematorio.
- Annegamento di Plenty O' Toole con le gambe legate ad un blocco di cemento.
- Seppellire vivo Bond in una lunga conduttura di un cantiere nel deserto fuori Las Vegas.

Il loro ultimo tentativo di uccidere Bond si svolge su una nave da crociera dopo che 007 sventa il complotto di Blofeld. Essi si presentano come camerieri nella suite dove si trovano Bond e Tiffany Case, servendo loro una cena romantica composta da ostriche, spiedini, bocconcini, cotolette e come dessert la torta a sorpresa (all'interno della quale è nascosta una bomba). Tuttavia, quando Mr. Wint apre la bottiglia di vino, Bond percepisce l'odore della colonia di Mr. Wint, collegandolo alla sua disavventura nel cantiere e rapidamente si rende conto che qualcosa non va. Dopo la degustazione di un bicchiere di Mouton Rothschild '55, 007 osserva con indifferenza che si era aspettato un Bordeaux per una grande cena. Quando Mr. Wint replica che le cantine sono scarsamente sprovviste, Bond risponde che il Mouton Rothschild '55 è un Bordeaux. Riconosciuta inoltre la colonia di Mr. Wint, dice "Ho annusato il suo dopobarba prima, ed entrambe le volte era odore di trappola." Rendendosi conto che Bond ha bruciato la loro copertura, la coppia lo attacca. Mr. Kidd infiamma due spiedini, mentre Mr. Wint tenta di strangolarlo con una catena. Bond neutralizza Mr. Kidd spruzzandogli addosso il Courvoisier sugli spiedini fiammeggianti. In pochi secondi Mr.  Kidd è avvolto dalle fiamme e in preda alla disperazione salta in mare e muore. Tiffany lancia la torta contro Mr. Wint mancandolo e questo rivela la bomba nascosta all'interno. 007 prende il sopravvento su Mr. Wint, tirando il cappotto del sicario fra le gambe e legando mani e bomba insieme. Bond getta Mr. Wint in mare e la bomba esplode uccidendolo prima che cada in acqua.